# Puiselet-le-Marais
Puiselet-le-Marais is een gemeente in het Franse departement Essonne (regio Île-de-France) en telt 324 inwoners (1999). De plaats maakt deel uit van het arrondissement Étampes.

## Geografie
De oppervlakte van Puiselet-le-Marais bedraagt 11,1 km², de bevolkingsdichtheid is 29,2 inwoners per km².
De onderstaande kaart toont de ligging van Puiselet-le-Marais met de belangrijkste infrastructuur en aangrenzende gemeenten.

## Demografie
Onderstaande figuur toont het verloop van het inwonertal (bron: INSEE-tellingen).